# Birutė Kalėdienė
Birutė Kalėdienė, rozená Zalogaitytė, (rusky Бируте Викторовна Каледене; * 2. listopadu 1934 Baltrušiai, Marijampolský kraj) je bývalá litevská oštěpařka reprezentující Sovětský svaz, která vyhrála stříbrnou medaili na mistrovství Evropy 1958 ve Stockholmu. Soutěžila na olympiádě v letech 1960 a 1964 kde skončila na třetím a čtvrtém místě.